# پوینت فورتین
پوینت فورتین (به انگلیسی: Point Fortin) کوچکترین شهر جمهوری ترینیداد و توباگو است.
این شهر در جنوب غربی جزیره ترینیداد و حدود ۳۲ کیلومتری جنوب غربی شهر سان فرناندو جای گرفته‌است.
جمعیت این شهر پر پایه آمار سال ۲۰۰۰ برابر با ۱۹٬۰۵۶ نفر بوده‌است.
پس از کشف نفت در سال ۱۹۰۶، این شهر تبدیل به مرکز اصلی تولید نفت خام در منطقه شد. پوینت فورتین به واسطه صنعت نفت بین دهه ۱۹۴۰ تا ۱۹۸۰ میلادی به سرعت رشد کرد و در سال ۱۹۸۰ تبدیل به یکی از شهرهای اصلی پنج‌گانه کشور شد. اما پس از آن و با رکود این صنعت، پالایشگاه نفت این شهر تعطیل شد و اقتصاد آن رو به ضعف نهاد.
در سال‌های اخیر استقرار تاسیسات مایع‌سازی گاز طبیعی توسط شرکت آتلانتیک ال‌ان‌جی، دوباره به ترقی اقتصاد شهر انجامید.